# Gulfstream Aerospace Gulfstream X-54
Il Gulfstream Aerospace Gulfstream X-54 è un velivolo da ricerca progettato dall'azienda statunitense Gulfstream Aerospace ed attualmente in fase di sviluppo per conto della NASA.
Indiscrezioni sembrano ritenere che il velivolo possa integrare delle tecnologie per renderlo un business jet supersonico senza tuttavia produrre, o produrre in quantità trascurabile, il boom sonico rilevabile da terra. Da rilevare che la motorizzazione del velivolo è affidata a due motori turboventola Rolls-Royce RB.183 Tay, che nella versione più recente è in grado di sviluppare una spinta pari a 69 kN (15 400 lbf), la stessa che è adottata dai modelli Gulfstream G350/G450 ma che non consente loro di superare il muro del suono.